# Tetragonorrhamphus
Tetragonorrhamphus är ett släkte av skalbaggar. Tetragonorrhamphus ingår i familjen vivlar.
Kladogram enligt Catalogue of Life:
| Tetragonorrhamphus | \| \| Tetragonorrhamphus tuberculirostris \| \| \| \| |
|                    | \| \| Tetragonorrhamphus tuberculirostris \| \| \| \| |
|                    | Tetragonorrhamphus tuberculirostris                   |
|                    |                                                       |